# Judith Vittet
Judith Vittet (ur. grudzień 1984) – francuska aktorka filmowa.
W 1996 roku nominowana do nagrody Saturna za najlepszą grę jako najmłodsza aktorka.

## Filmografia
- 1994: Personne ne m’aime jako Lili
- 1995: Nelly i pan Arnaud (Nelly & Monsieur Arnaud) jako Benedicte
- 1995: Miasto zaginionych dzieci (La Cité des enfants perdus) jako Miette
- 1997: Pan K (K) jako Stein